# Bocagea
Bocagea là chi thực vật có hoa trong họ Annonaceae.
Nhà thực vật học người Pháp Augustin Saint-Hilaire mô tả chính thức chi này và đặt tên nó để vinh danh Josephi Mariae de Souza du Bocage, người mà ông nói rằng đã phiên dịch một bài thơ rất hay về loài hoa này sang tiếng Bồ Đào Nha và minh họa nó.

## Mô tả
Bocagea là cây bụi hay cây gỗ nhỏ với hai hàng cánh hoa, 3 bên trong và 3 bên ngoài, cùng 6 nhị hoa.

## Các loài
Chi này gồm 2 loài, phân bố tại Brasil.
- Bocagea longipedunculata Mart., 1841
- Bocagea viridis A.St.-Hil., 1825